# Tiếng Chamorro
Chamorro (tiếng Chamorro: Finuʼ Chamorro hay đơn giản là Chamoru) là một ngôn ngữ Mã Lai-Đa Đảo được nói trên quần đảo Mariana (Guam, Rota, Tinian, và Saipan) với khoảng 47.000 người (khoảng 35.000 người tại Guam và khoảng 12.000 tại Bắc Mariana).
Số người sử dụng tiếng Chamorro đã suy giảm trong những năm gần đây, và thế hệ trẻ ít có khả năng biết ngôn ngữ này. Sự ảnh hưởng của tiếng Anh đã khiến cho ngôn ngữ này có nguy cơ tuyệt chủng. Trên đảo Guam, số người nói tiếng Chamorro đã thu hẹp lại trong các thập kỷ gần đây trong khi tại quần đảo Bắc Mariana, giới trẻ Chamorros vẫn nói ngôn ngữ này thành thạo. Việc này được cho là do chính phủ Hoa Kỳ thúc đẩy sử dụng tiếng Anh.

## Phân loại
Không giống như các ngôn ngữ láng giềng, tiếng Chamorro không thuộc nhóm Micronesia hay nhóm Polynesia mà giống như Tiếng Palau, nó có thể tạo thành một nhánh độc lập của ngữ tộc Mã Lai-Đa Đảo. Nguồn gốc của cư dân bản địa do vậy cũng không rõ ràng. Một phân tích của Austronesian Basic Vocabulary Database đưa ra giả thuyết với độ tin cậy 85% rằng tiếng Chamorro gần gũi nhất với Nhóm ngôn ngữ Trung-Đông Mã Lai-Đa Đảo.
Tiếng Chamorro chịu nhiều ảnh hưởng của tiếng Tây Ban Nha do kết quả của việc ba thế kỷ là thuộc địa của đế quốc Tây Ban Nha. Nhiều danh từ, tính từ, giới từ, số đếm và động từ có nguồn gốc Tây Ban Nha. Đứng dưới một góc nhìn lịch sử, có thể coi đây là một ngôn ngữ pha trộn, ngay cả khi tiếng Chamorro hiện là một ngôn ngữ độc lập và đơn nhất. Khi Guam trở thành thuộc địa của Hoa Kỳ, tiếng Chamorro trong giai đoạn đầu từng được coi là một ngôn ngữ creole trên cơ sở tiếng Tây Ban Nha.

## Một số cụm từ cơ bản tiếng Chamorro
| Håfa Adai             | Xin chào. [thân mật]          |
| Memorias [gốc TBN]    | Chúc mừng                     |
| Kao mamaolek ha' hao? | Bạn có khỏe không? [thân mật] |
| Håfa tatatmånu hao?   | Bạn thế nào?[trang trọng]     |
| Håyi nå'ån-mu?        | Tên bạn là gì?                |
| Nå'ån-hu si Chris     | Tên tôi là Chris.             |
| Ñålang yo'            | Tôi đói.                      |
| Må'o yo'              | Tôi khát.                     |
| Påt Esta              | Tạm biệt                      |
| Asta agupa'           | Cho đến ngày mai              |
| Si Yu'us ma'åsi'      | Cảm ơn                        |

### Số
Chamorro hiện thời chỉ sử dụng các từ số có nguồn gốc của Tiếng Tây Ban Nha: unu, dos, tres..., Chamorro cũ sử dụng các từ số khác nhau dựa trên các loại: "Số cơ bản" (ngày, giờ, vv), "vật", và "đồ vật dài ".
| 1   | Unu hoặc Una |
| 2   | Dos          |
| 3   | Tres         |
| 4   | Kuåttro'     |
| 5   | Singko'      |
| 6   | Sais         |
| 7   | Sietti       |
| 8   | Ocho         |
| 9   | Nuebi        |
| 10  | Dies         |
| 100 | Siento       |

Số 10 và số nhân của nó lên đến 90 là các giá trị: dies (10), benti (20), trenta (30), kuårenta (40), sinkuenta (50), sisenta (60), sitenta (70), ochenta (80), nubenta (90).
Các thuật ngữ của tiếng Tây Ban Nha: diez (10), veinte (20), treinta (30), cuarenta (40), cincuenta (50), sesenta (60), setenta (70), ochenta (80), noventa (90).

### Tháng
Trước đó là 12 tháng của Tiếng Tây Ban Nha trở nên nổi bật, lịch âm 13 Tháng của Tiếng Chamoru thường được sử dụng. Tháng đầu tiên trong cột bên trái bên dưới tương ứng với tháng Giêng. Bên phải là những tháng ở Tiếng Tây Ban Nha.
| Tháng 1  | Ineru     |
| Tháng 2  | Fibreru   |
| Tháng 3  | Måtsu     |
| Tháng 4  | Abrit     |
| Tháng 5  | Måyu      |
| Tháng 6  | Huño      |
| Tháng 7  | Hulio     |
| Tháng 8  | Agosto    |
| Tháng 9  | Septembre |
| Tháng 10 | Oktubri   |
| Tháng 11 | Nubembre  |
| Tháng 12 | Disembre  |